# Castell del Meüll
El Castell del Meüll és un castell medieval situat a l'antic poble del Meüll, dins de l'antic terme de Mur, en l'actual terme municipal de Castell de Mur, al Pallars Jussà. Està inclòs a l'Inventari del Patrimoni Arquitectònic de Catalunya.
Emplaçat al punt més alt de l'antic poble, és visible des de molts llocs de la rodalia.
Era propietat dels Sullà, família nobiliària molt poderosa de Tremp. Recentment el van adquirir uns particulars de Tremp i el van reconstruir modernament, conservant tot el que el pas del temps havia pogut deixat; les parets exteriors, dos pilars interiors i un celler.

## Descripció

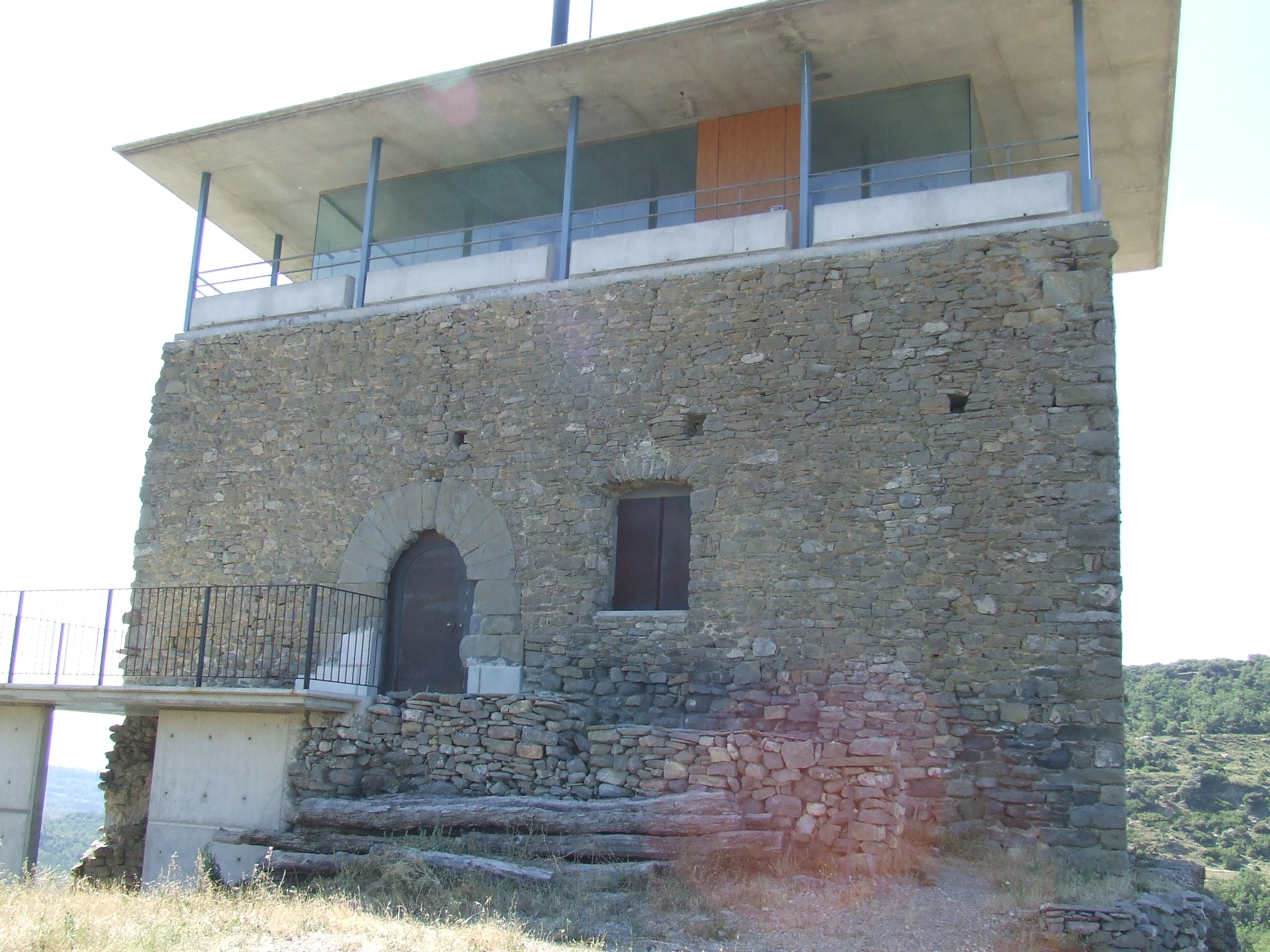
Façana septentrional del castell

El castell del Meüll s'alça sobre un rocam visible en llunyania. Construït en planta quadrangular, dos pisos i un celler a la part inferior. L'edifici pertany a l'antic terme de Meüll, un poblat deshabitat molt proper a Castell de Mur, al qual pertany avui en dia. En l'actualitat s'ha rehabilitat incorporant elements d'arquitectura moderna a l'accés i al pis superior. De la part antiga s'han conservat restes de mur exterior i dos pilars interiors.